# Oligota aethiops
Oligota aethiops är en skalbaggsart som beskrevs av Sharp 1908. Oligota aethiops ingår i släktet Oligota och familjen kortvingar. Inga underarter finns listade i Catalogue of Life.